# Toby Sowery
Toby Sowery (Melbourn, 30 juni 1996) is een Brits autocoureur.

## Carrière
Sowery begon zijn autosportcarrière in het karting in 2004, waarin hij diverse kampioenschappen behaalde. In 2014 maakte hij de overstap naar het formuleracing en maakte zijn Formule 3-debuut in de Britse MSV F3 Cup. Hij won hier de titel met tien overwinningen, vier andere podiumplaatsen en 396 punten uit veertien races.
Aan het eind van 2014 debuteerde Sowery in de Aziatische MRF Challenge. Hij won vier races, twee op zowel het Losail International Circuit als de Madras Motor Racing Track, en stond in nog vijf andere races op het podium. Met 221 punten werd hij overtuigend kampioen in de klasse. In het seizoen 2015 had hij geen vast racezitje, maar nam hij wel deel aan vijf van de tien raceweekenden van de MSA Formula voor de teams Fortec Motorsports en MBM Motorsport. Hij behaalde een podiumplaats op Silverstone en werd met 80 punten veertiende in de eindstand.
In het seizoen 2016 maakte Sowery de overstap naar het BRDC Britse Formule 3-kampioenschap, waarin hij uitkwam voor het team Lanan Racing. Hij behaalde vijf zeges op Brands Hatch, Oulton Park, Silverstone en Donington Park (tweemaal) en stond in vijf andere races op het podium. Met 457 punten eindigde hij achter Matheus Leist en Ricky Collard als derde in het klassement met 457 punten. Aansluitend keerde hij terug naar de MRF Challenge, maar nam enkel deel als ontwikkelingscoureur en kwam zodoende niet in aanmerking voor kampioenschapspunten.
In 2017 bleef Sowery actief in de Britse Formule 3 bij Lanan. Hij behaalde twee zeges op Silverstone, maar miste het laatste raceweekend en zakte naar de vierde plaats in de eindstand met 432 punten. Tevens nam hij dat jaar deel aan het raceweekend op het Barber Motorsports Park in de Amerikaanse U.S. F2000 bij het Team BENIK, waarin hij de races als elfde en vijfde finishte.
In 2018 maakte Sowery de overstap naar de GT-racerij en debuteerde in de International GT Open, waarin hij met Giuseppe Cipriani een Lamborghini Huracán GT3 deelde bij het team Daiko Lazarus Racing. Met een negende plaats op het Circuit Paul Ricard behaalden zij hun enige puntenfinish van het seizoen, waardoor zij met twee punten op de 42e plaats in het klassement finishten. Binnen de Pro Am-klasse betekende dit echter een podiumplaats, en binnen deze klasse werden zij dertiende met 14 punten. Hiernaast kwam Sowery uit in gastraces in de Blancpain GT Series Endurance Cup bij Lazarus, het Italiaanse Formule 4-kampioenschap bij KDC Racing, waarin hij twee podiumplaatsen behaalde op Paul Ricard, en het Pro Mazda Championship bij BN Racing, waarin hij op Road America tweemaal tweede werd.
In 2019 begon Sowery het seizoen in de Amerikaanse Indy Lights bij het Team Pelfrey BN Racing bij de seizoensopener op het Stratencircuit Saint Petersburg, waarin hij de races als tweede en derde eindigde.